# Kanton Riez
Kanton Riez (fr. Canton de Riez) je francouzský kanton v departementu Alpes-de-Haute-Provence v regionu Provence-Alpes-Côte d'Azur. Tvoří ho devět obcí.

## Obce kantonu
- Allemagne-en-Provence
- Esparron-de-Verdon
- Montagnac-Montpezat
- Puimoisson
- Quinson
- Riez
- Roumoules
- Sainte-Croix-du-Verdon
- Saint-Laurent-du-Verdon